# Cheng Ming
Cheng Ming (程明S, Chéng MíngP; Jilin, 11 febbraio 1986) è un'arciera cinese, vincitrice della medaglia d'argento a squadre ai Giochi di Londra 2012.

## Palmarès
- Giochi olimpici

2012 - Londra: argento a squadre.
- Giochi asiatici

2010 - Canton: argento a squadre e individuale.